# Heinrich Friedrich Pfannkuche
Heinrich Friedrich Pfannkuche  (* 28. November 1766 in Kirchtimke bei Bremen; † 7. Oktober 1833 in Gießen) war ein deutscher evangelischer Theologe und klassischer Philologe.

## Leben
Heinrich Friedrich Pfannkuche war Sohn eines evangelischen Geistlichen. Er studierte von 1785 bis 1788 Theologie und Philologie an den Universitäten zu Jena und Göttingen, wo der Altertumswissenschaftler Christian Gottlob Heyne sein Lehrer war. Nach der Promotion (1794) arbeitete Pfannkuche ab 1797 als theologischer Repetent an der Universität Göttingen und ging 1798 als Subrektor an das Johanneum in Bremen.
Zu Ostern 1803 wechselte Pfannkuche an die Universität Gießen als Professor für Altes Testament und Orientalische Sprachen. Er vertrat besonders die griechische Sprache und Literatur, die in Gießen zu dieser Zeit noch nicht als eigenes Fach etabliert waren. Unter Leitung des Professors Friedrich Gottlieb Welcker wurde 1812 das Seminar für Klassische Philologie eingerichtet, an dem Pfannkuche bis zu seinem Tode Vorlesungen und Übungen abhielt. In seiner Forschungsarbeit beschäftigte sich Pfannkuche besonders mit dem Alten Testament und den Sprachen des Orients.
Zusätzlich zu seinen universitären Verpflichtungen wurde Pfannkuche auch Professor am neu eingerichteten philosophischen Gymnasium in Gießen. Am 25. Mai 1812 wurde ihm der Charakter eines Vizedirektors der Anstalt verliehen.

## Werke
- Specimen observationum philologicarum et criticarum ad quaedam psalmorum loca (Bremen 1791)
- Exercitationes in Ecclesiastae Salomoni vulgo tributi locum vexatissimum c. 11,7–12,7 (Göttingen 1794)
- Etwas über ein paar Stellen der neuen griechischen auf der St. Marcus Bibliothek zu Venedig befindlichen Version des Alten Testaments (1796), in: Johann Gottfried Eichhorns Allgemeine Bibliothek der biblischen Literatur, Bd. 7, S. 193–203.
  - Diese Untersuchung betrifft die Stellen Gen. 22, 2 und Hoheslied 7, 2, bei denen sich im Graecus Venetus ein paar auffällige Abweichungen finden.
- Gedruckte angelsächsische Übersetzungen des Alten Testaments (1797), in: Göttinger Bibliothek der neuesten theologischen Literatur, Bd. 3, St. 4
- Über die palästinische Landessprache in dem Zeitalter Christi und der Apostel (1798), in: Eichhorns Allgemeine Bibliothek der biblischen Literatur, Bd. 8, S. 365–480.
  - Dieser Aufsatz hatte abgesehen von vielem Unhaltbaren und Veralteten doch für die damalige Zeit das Verdienst, erstmals in großen Zügen den Prozess der Verdrängung des Althebräischen durch einen aramäischen Dialekt in der Zeit vom Exil bis zum letzten vorchristlichen Jahrhundert richtig dargestellt zu haben.
- Die Gebetsformel der Messiasschüler Matth. 6, 9–13 und Luc. 11, 2–4; ein Beitrag zur historischen Auslegung des Neuen Testaments (1800), in: Eichhorns Allgemeine Bibliothek der biblischen Literatur, Bd. 10, S. 846–878.
  - In dieser Abhandlung werden die im Titel erwähnten biblischen Stellen aus rabbinischen Parallelen allerdings mit zu wenig Kritik erläutert.
- De codicum Mss. hebr. V. T. et versionum chaldaicarum in lectionibus antimasorethicis consensu, Universitätsprogramm, Gießen 1803

Seitdem scheint Pfannkuches literarische Tätigkeit durch seine lehramtliche, die sehr erfolgreich gewesen sein soll, beeinträchtigt worden zu sein. Rezensionen von ihm befinden sich in mehreren theologischen Zeitschriften.

## Ehrungen
- Ehrendoktor der Theologischen Fakultät der Universität Gießen (1824)